# Coulours
Coulours – miejscowość i gmina we Francji, w regionie Burgundia-Franche-Comté, w departamencie Yonne.
Według danych na rok 1990 gminę zamieszkiwało 156 osób, a gęstość zaludnienia wynosiła 9 osób/km² (wśród 2044 gmin Burgundii Coulours plasuje się na 755. miejscu pod względem liczby ludności, natomiast pod względem powierzchni na miejscu 543.).